# NGC 2731
NGC 2731 je galaksija u zviježđu Raku.

## Vanjske poveznice
- SEDS: NGC 2731